# 마음은 전해진다
《気持ちはつたわる》(→마음은 전해진다)는 대한민국의 여자 가수 보아가 일본에서 발매한 3번째 싱글이다. 

## 설명
- 전작으로부터 4개월만의 싱글이다.
- 보아는 이 곡의 안무를 위해 재즈댄스를 공부하였다고 인터뷰하였다.
- 싱글 프로모션이 시작되고, 2001 디지털 드림 라이브라는 큰 무대에서 보아는 처음으로 일본인 대중에게 알리는 계기가 되었다.
- 한국에서는 2.5집 《MIRACLE》앨범에 〈FEELINGS DEEP INSIDE (마음은 전해진다)〉라는 곡명으로 번안되었다.
- 안무는 허리돌리는것을 많이한다. 댄서들의 의상은 은색옷과 흰색바지와 반짝반짝한 은색운동화를 신었다.

## 트랙리스트
1. 気持ちはつたわる 
  - 작사：강진화／작곡：BOUNCEBACK
2. Next Step 
  - 작사：Maki Mihara／작곡：하라다 켄
3. Amazing Kiss （Groove That Soul Mix）
4. 気持ちはつたわる （Instrumental）
5. Next Step （Instrumental）